# Bitwa pod Brdowem
Bitwa pod Brdowem – bitwa stoczona 29 kwietnia 1863 roku podczas powstania styczniowego, w okolicznych lasach w Nowinach Brdowskich. 

## Przebieg bitwy
Dowódcą liczącego 500 żołnierzy oddziału powstańców walczącego pod Brdowem był podpułkownik Léon Young de Blankenheim. W okolicy obozowały także oddziały Seyfrieda i Oborskiego, które nie przyszły z pomocą walczącym. 
Według rosyjskiego historyka Mikołaja Berga 29 kwietnia 1863 roku do stacjonującego o 4 wiorsty od lasu, w którym zatrzymali się powstańcy przybył jeden z niemieckich osadników, aby poinformować go o sile i rozłożeniu stacjonującego tam oddziału powstańczego. Według samego osadnika przyczyną jego donosu było to, że Polacy uwiedli jego siostrę. 
Według relacji walczących obóz powstańców został wczesnym rankiem ostrzelany z artylerii i zaatakowany. Powstańcy nie byli przygotowani do walki i dowódca miał ledwo zdążyć ustawić tyraliery. Według powstańców nieład w ich szeregach miała również spowodować sosna, która spadła na nich, podcięta kulami armatnimi. Prawe skrzydło oddziału powstańczego miało zostać wyparte z lasu na pole, ku mieście Brdów, gdzie miało zostać zaatakowane przez Kozaków, powstańcy kilkukrotnie podejmowali także ataki na bagnety. Podczas próby przebicia się do miasta miał polec ppłk de Blankenheim. Według innych relacji miał on zostać ranny, a następnie dobity przez Rosjan, którzy pchnęli go bagnetem ponad 34 razy, odcięto mu także palec na którym nosił pierścień, a według jeszcze innych również obie ręce. Ci powstańcy, którym udało się dotrzeć do Brdowa, byli przez mieszkańców wyganiani, a nawet miejscowy ksiądz miał rozkazać im wrócić na pole bitwy. 
W bitwie Rosjanie zdobyli trzy chorągwie, dwa obozy, zapasy żywności, 40 koni, 200 sztuk karabinów dalekonośnych i kilka karabinków. Uciekający powstańcy mieli także porzucić do 700 kos. W bitwie poległ m.in. syn Karola Libelta – Karol, a do niewoli dostał się jego drugi syn – Pantaleon. Według prasy poznańskiej w bitwie zginęło 68 (lub 70) powstańców, a ponad 50 zostało rannych. Większość ofiar stanowili ludzie młodzi – uczniowie i absolwenci wielkopolskich gimnazjów oraz studenci uczelni wyższych, najmłodszy poległy miał 15 lat. Oprócz ppłk De Blankenheima zginęło także 4 innych Francuzów. Po zakończeniu walki na polu bitwy Rosjanie zamordowali także Franciszka Złotnickiego – ojca jednego z powstańców, który przyjechał do Brdowa go odwiedzić, a po walce wraz z księdzem udał się na pole bitwy. 
Zarówno według powstańców, jak i historyków rosyjskich, główną przyczyną klęski powstańców miało być nie pojawienie się na polu bitwy oddziału Seyfrieda, który najprawdopodobniej zazdrościł de Blankenheimowi zaufania, jakim darzył go Rząd Narodowy.

## Upamiętnienie
W miejscu bitwy znajduje się pomnik i krzyż. Na cmentarzu w Brdowie znajduje się mogiła Karola Libelta - syna poznańskiego filozofa oraz wszystkich powstańców, którzy polegli w bitwie.